# Прати (Равена)
Прати је насеље у Италији у округу Равена, региону Емилија-Ромања.
Према процени из 2011. у насељу је живело 244 становника. Насеље се налази на надморској висини од 4 м.